# استان پالپا
استان پالپا (به اسپانیایی: Provincia de Palpa) یک استان در پرو است که در منطقه ایکا واقع شده‌است. استان پالپا ۱٬۲۳۲٫۸۸ کیلومتر مربع مساحت و ۱۳٬۳۶۳ نفر جمعیت دارد.